# Eliza Piotrowska
Eliza Piotrowska (ur. 1976) – polska pisarka, poetka, ilustratorka, lektorka i tłumaczka książek dla dzieci. Stworzyła ponad 200 autorskich publikacji. Jej twórczość charakteryzuje się wielowymiarową głębią, ponadczasowym poczuciem humoru oraz uwolnionym od codziennej dosłowności językiem. Wielopoziomość tej literatury sprawia, że jej odbiorcami są zarówno dzieci, jak i dorośli. Współpracuje z czasopisami dla dzieci i pismami dla dorosłych, poświęconymi literaturze dla najmłodszych. Zdobywczyni ważnych nagród za działalność literacką, graficzną i edukacyjną. Tłumaczona na wiele języków, w tym na: mongolski, czeski, hiszpański, niemiecki, koreański. Ambasadorka Fundacji ABCXXI „Cała Polska Czyta Dzieciom”.

## Wykształcenie i rozwój artystyczny
Dostrzeżona już jako dziecko przez znaną poetkę i pisarkę Danutę Wawiłow, pod której skrzydłami przez długie lata rozwijała swój talent, zdobywając wiele nagród. W latach 1992–1996 należała do KLAN-u (Klub Ludzi Artystycznie Niewyżytych) - artystycznego ruchu młodzieżowego, prowadzonego przez Danutę Wawiłow. Jako nastolatka zwróciła również uwagę wybitnej poetki Magdy Czapińskiej, która przyznała jej główną nagrodę w poetyckim konkursie kultowego w latach 80. i 90. programu telewizyjnego 5-10-15.
Absolwentka historii sztuki Uniwersytetu im. Adama Mickiewicza w Poznaniu (sztuka przełomu XIX i XX wieku) oraz Università „La Sapienza” w Rzymie (sztuka współczesna).
W latach 2001–2003 pracowała w Muzeum Narodowym w Poznaniu, gdzie za „Muzealną Akademię Dziecięcą” dostała wyróżnienie w ministerialnym konkursie na wydarzenie edukacyjne roku Sybilla 2002. 
Od 2004 roku poświęciła się całkowicie pisarstwu i ilustrowaniu.
Do najważniejszych nagród należą: Konkurs Czesława Janczarskiego 2007 (3. miejsce za opowiadanie: „Ciocia Jadzia”), Mały Dong 2011 (wyróżnienie za: „Żółte kółka”), Feniks 2012 (1. nagroda za: „Urszula Ledóchowska”), Żółta ciżemka 2018 (1. nagroda w kategorii tekst i ilustracje za: „Wojtek, żołnierz bez munduru”), Feniks 2020 (1. nagroda za: „Opowieść o Wandzie Błeńskiej”), Konkurs Świat Przyjazny Dziecku, organizowany przez Komitet Ochrony Praw Dziecka 2023 (1. nagroda: „Ciocia Jadzia w PRL-u”). 
W 2023 roku miasto Poznań przyznało jej tytuł Człowieka Kultury.
Na Złotej Liście Fundacji ABCXXI „Cała Polska Czyta Dzieciom” znajdują się następujące książki pisarki: „Bajka o drzewie”, „Bajka o słońcu”, „Ciocia Jadzia w PRL-u”, przekład „Dobranoc Księżycu”.

## Twórczość
Ponad 200 publikacji. 

### Seria „Kapibara Barbara”
Opowieść o rodzinie kapibar, mieszkających w Brazylii i przyglądających się życiu z zaskakującej dla ludzi perspektywy. Premiera pierwszej części – marzec 2025.

Seria: Ciocia Jadzia
Seria o niepoprawnej i zwariowanej cioci Jadzi, która uczy jak być twórczym, odważnym i cieszyć się życiem:
- „Ciocia Jadzia, Ciocia Jadzia. Tęcza”,
- „Ciocia Jadzia. Szkoła”,
- „Ciocia Jadzia na wsi”,
- „Ciocia Jadzia w Rzymie”,
- „Ciocia Jadzia w Rio”,
- „Ciocia Jadzia w Transylwanii”,
- „Ciocia Jadzia w PRL-u”,
- „Ciocia Jadzia i Przylądek Dobrej Nadziei”.

### Seria Eko
Poetyckie opowieści o przemianach przyrody, jej pięknie i oddziaływaniu na człowieka:
- „Bajka o drzewie”,
- „Bajka o słońcu” .

### Seria Retro o starych przedmiotach z duszą
- „Ogóras. Ale jazda!”,
- „Stare radio. Wszystko gra”,
- „Pstryk! Ale historia!”.

### Seria „Święci Uśmiechnięci”
Seria ceniona przez czytelników różnych wyznań, opowiadająca o ludzkich historiach świętych:
- „Święty Jan Bosko”,
- „Święta Urszula Ledóchowska”,
- „Św. Mikołaj z Miry”,
- „Święty Filip Neri”,
- „Św. Antoni z Padwy”,
- "Święta Królowa Jadwiga", Wydawnictwo Święty Wojciech 2020, ISBN 978-83-8065-041-1
- Święty Brat Albert, Wydawnictwo Święty Wojciech, Poznań 2012 (tekst i ilustracje)
- i wielu innych...

Publikacje z serii Tupcio Chrupcio
Przekład z języka włoskiego. Bohaterką serii jest mała myszka, nie radząca sobie z emocjami i codziennymi wyzwaniami (takimi jak: jedzenie warzyw, strach przez ciemnością, wizyta u dentysty i inne).
- Mam rodzeństwo, Wilga, Warszawa 2009
- Żegnaj, pieluszko!, Wilga, Warszawa 2010
- Urodzinowy prezent, Wilga, Warszawa 2010
- Kapryśna myszka, Wilga, Warszawa 2010
- Nie chcę jeść!, Wilga, Warszawa 2010
- Przedszkolak na medal, Wilga, Warszawa 2011
- Ja się nie boję!, Wilga, Warszawa 2011
- Nie dam sobie dokuczać, Wilga, Warszawa 2012
- Umiem się dzielić, Wilga, Warszawa 2012
- Nie mogę zasnąć, Wilga, Warszawa 2013
- Wizyta u dziadków, Wilga, Warszawa 2013
- Idę do lekarza, Wilga, Warszawa 2013
- Dbam o zęby, Wilga, Warszawa 2013
- Ja chcę sam!, ilustracje Marco Campanella, Wydawnictwo Wilga 2018, ISBN 978-83-280-5929-0
- Świąteczna księga, ilustracje Marco Campanella, Wydawnictwo Wilga 2021, ISBN 978-83-280-8609-8

### Publikacje przełożone na języki obce
- Franta, Helča, Mrňous a trojský kůň, Albatros, Praga 2009 (pol. Franek, Hela, Bobas i koń trojański. Interaktywna seria wielce kryminalna)
- Ein Heiliger für die Kinder, Der Heilige Don Bosco, Monachium 2013 (pol. Święci Uśmiechnięci. Jan Bosko)

### I wiele innych
- Wojtek. Żołnierz bez munduru, Wydawnictwo Święty Wojciech 2017, ISBN 978-83-8065-039-8
- Dokta. Opowieść o Wandzie Błeńskiej, Wydawnictwo Święty Wojciech 2019, ISBN 978-83-8065-303-0
- To MY dzieci świata, Publicat 2018, ISBN 978-83-271-0303-1
- Jajo. Jajka w gnieździe i kosmosie, czyli kogel-mogel dla dociekliwych, ilustracje Asia Gwis, Nasza Księgarnia 2018, ISBN 978-83-10-13257-4
- Legenda o poznańskich koziołkach, Wydawnictwo Miejskie Posnania 2018, ISBN 978-83-7768-002-5
- Tajemnice Biblioteki Raczyńskich, Wydawnictwo Miejskie Posnania 2017, ISBN 978-83-7768-185-5
- Obczyzno moja, Media Rodzina, Poznań 2017, ISBN 978-83-8008-334-9
- Ortografia – twardy orzech, ale każdy zgryźć go może!, Nasza Księgarnia 2017, ISBN 978-83-10-12970-3
- Maja i czerwony balonik, Centrum Edukacji Dziecięcej 2017, ISBN 978-83-271-0219-5
- Chrzest Polski i woja Mściwoja, Wydawnictwo Miejskie Posnania 2016, ISBN 978-83-7768-145-9
- Przyjaciele dzieci. Filip Neri, Urszula Ledóchowska, Jan Bosko, Wydawnictwo Święty Wojciech 2016, ISBN 978-83-8065-040-4
- Apostołowie Miłosierdzia, Wydawnictwo Święty Wojciech 2015, ISBN 978-83-7516-926-3
- Palmiarnia, Wydawnictwo Miejskie Posnania, Poznań 2014
- A ja jestem Polak mały, Wydawnictwo Czarna Owieczka, Warszawa 2013
- Bóg śpiewa, Wydawnictwo Święty Wojciech, Poznań 2013 (tekst i ilustracje)
- Boże dary, Wydawnictwo Święty Wojciech, Poznań 2013 (tekst i ilustracje)
- Alfabecik dla dzieci \ Cyferki dla niewielkich, Media Rodzina, Poznań 2005 (tekst i ilustracje)
- Książeczka-wycieczka po miastach i miasteczkach, Media Rodzina, Poznań 2007 (tekst i ilustracje)
- Ortografia, czyli heca, którą wszystkim się zaleca, Media Rodzina, Poznań 2007 (tekst i ilustracje)
- A ja nie pozwolę nudzić wam się w szkole!, Media Rodzina, Poznań 2007 (tekst i ilustracje)
- Jadę tramwajem i Poznań poznaję! Wydawnictwo Miejskie Posnania, wydanie 1., Poznań 2007 (tekst i ilustracje)
- Jest w Muzeum obraz taki... tekst i ilustracje, Wydawnictwo Muzealne z Poznania, Poznań 2008 (tekst i ilustracje)
- To miasto nazywa się Rzym, Media Rodzina, Poznań 2008 (tekst i ilustracje)
- Wyliczanki bez trzymanki, AWM, 2008 (ilustracje)
- Franek, Hela, Bobas i koń trojański. Interaktywna seria wielce kryminalna, Wilga, Warszawa 2008 (tekst i ilustracje)
- Warszawa. Zwiedzanie i zabawa!, Wydawnictwo Arkady, Warszawa 2009 (tekst i ilustracje)
- Dla dzieci. Przewodnik po polskich sanktuariach, Wydawnictwo Diecezjalne, Sandomierz 2009 (tekst i ilustracje)
- Bajka o czasie, Literatura, Łódź 2009 (tekst)
- Legenda o założeniu Poznania, Wydawnictwo Miejskie, Poznań 2009 (tekst i ilustracje)
- Legenda o rogalach świetomarcińskich, Wydawnictwo Miejskie, Poznań 2010 (tekst i ilustracje)
- Fryderyk Chopin i jego świat, Arkady, Warszawa 2010 (tekst i ilustracje)
- Paproch, Wydawnictwo Hokus-Pokus, Warszawa 2010 (tekst)
- Franek, Hela, Bobas i Wyspa Szpiegów. Interaktywna seria wielce kryminalna, Wydawnictwo Diecezjalne, Sandomierz 2010 (tekst i ilustracje)
- Święci Uśmiechnięci. Święta Urszula Ledóchowska, Wydawnictwo Święty Wojciech, Poznań 2011 (tekst i ilustracje)
- Jadę tramwajem i Poznań poznaję!, wydanie 2. rozszerzone, Wydawnictwo Miejskie Posnania, Poznań 2011 (tekst i ilustracje)
- Legenda o poznańskich koziołkach, Wydawnictwo Miejskie Posnania, Poznań 2011 (tekst i ilustracje)
- Żółte kółka. Mam na imię Inna, Czarna Owieczka, Warszawa 2011 (tekst i ilustracje)
- O stworkach ukrytych w kolorkach, Wydawnictwo Diecezjalne, Sandomierz 2011 (tekst i ilustracje)
- Bajka o drzewie, Wydawnictwo Biobooks, Poznań 2011 (tekst i ilustracje)
- Maltanka, Wydawnictwo Miejskie Posnania, Poznań 2012 (tekst i ilustracje)
- Wrocław. Zwiedzaj z nami, krasnalami! , Arkady, Warszawa 2012 (tekst i ilustracje)
- Bajka o słońcu, Biobooks, Poznań 2012 (tekst i ilustracje)
- Nowe Zoo, Wydawnictwo Miejskie Posnania, Poznań 2013 (tekst i ilustracje)
- Mini przewodniki po Poznaniu: Stary Rynek, Ostrów Tumski, Dzielnica Zamkowa, Trakt Królewsko-Cesarski, Centrum Turystyki Kulturowej TRAKT, Poznań 2008-2011 (tekst i ilustracje)

## Nagrody, wyróżnienia i nominacje
- 1992 – ogólnopolski Konkurs Poetycki telewizyjnego „Programu 5-10-15” (I nagroda)
- 1993 – ogólnopolski Konkurs Poetycki Czasopisma „Filipinka” (II nagroda)
- 1993 – ogólnopolski Konkurs Poetycki im. Agnieszki Bartol (III nagroda)
- 2002 – Konkurs Muzealne Wydarzenie Roku Sybilla organizowany przez Ministra Kultury i Dziedzictwa Narodowego (wyróżnienie za Muzealną Akademię Dziecięcą)
- 2006 – Konkurs Polskiego Towarzystwa Wydawców Książek – Najpiękniejsze Książki Roku (nominacja Książeczki-wycieczki)
- 2007 – VI Otwarty Konkurs Literacki im. Czesława Janczarskiego (III nagroda i trzy wyróżnienia)
- 2007 – ogólnopolski Konkurs Poetycki „Samotność dziecka” (III nagroda)
- 2007 – Konkurs Polskiego Towarzystwa Wydawców Książek – Najpiękniejsze Książki Roku (nominacja książki Ortografia, czyli heca, którą wszystkim się zaleca! )
- 2008 – Fundacja Cała Polska Czyta Dzieciom (wyróżnienie za działalność edukacyjno-promocyjną)
- 2008 – Tour Salon 2008 (honorowe wyróżnienie Prezesa Międzynarodowych Targów Poznańskich za Jadę tramwajem i Poznań poznaję! )
- 2009 – Konkurs na Dziecięcy Bestseller Roku 2008 (nominacja książki: Franek, Hela, Bobas i koń trojański)
- 2010 – Nagroda Literacka im. Kornela Makuszyńskiego (nominacja książki: Ciocia Jadzia)
- 2011 – Konkurs Polskiego Towarzystwa Wydawców Książek – Najpiękniejsze Książki Roku (wyróżnienie za książkę: Paproch).
- 2011 – wpis na Złotą Listę Książek Polecanych przez Fundację „Cała Polska Czyta Dzieciom” książki Bajki o drzewie
- 2011 – Nagroda Małego Donga przyznawana przez polską sekcję IBBY (wyróżnienie za Żółte kółka)
- 2012 – Konkursu na Najlepsze Publikacje Turystyczne 2012 roku (wyróżnienie za Wrocław. Zwiedzaj z nami, krasnalami!)
- 2018 – Nagroda Żółtej Ciżemki za książkę pt. „Wojtek. Żołnierz bez munduru”[1]
- 2023 – tytuł Człowieka kultury (ex aequo z Mikiem Urbaniakiem) przyznany w plebiscycie IKS-a i portalu Kulturapoznan.pl[2]